# Saint-Ulrich
Saint-Ulrich – miejscowość i gmina we Francji, w regionie Grand Est, w departamencie Górny Ren.
Według danych na rok 1990 gminę zamieszkiwały 262 osoby, a gęstość zaludnienia wynosiła 68 osób/km² (wśród 903 gmin Alzacji Saint-Ulrich plasuje się na 621. miejscu pod względem liczby ludności, natomiast pod względem powierzchni na miejscu 569.).